# Bimbo
För andra betydelser, se Bimbo (olika betydelser).
Bimbo är ett arrondissement i Centralafrikanska republikens huvudstad Bangui. Fram till 2021 var det en separat stad och tillhörde då prefekturen Ombella-M'Poko, men hade redan tidigare vuxit samman med Bangui. Staden hade 124 176 invånare vid 2003 års folkräkning.
Arrondissementet ligger väst-sydväst om Banguis centrala delar. Det ligger vid floden Oubangui som utgör gräns mot Kongo-Kinshasa. Höjdmässigt är det beläget 338 meter över havet.
Staden ersatte 1964 Bangui som prefekturhuvudstad. 1967 flyttades dock huvudstaden till Boali. Mellan 1982 och 2021 var staden återigen huvudstad i prefekturen.